# Doniphan (Missouri)
Doniphan és una població dels Estats Units a l'estat de Missouri. Segons el cens del 2000 tenia 1.932 habitants.

## Demografia
Segons el cens del 2000, Doniphan tenia 1.932 habitants, 844 habitatges, i 480 famílies. La densitat de població era de 544,5 habitants per km².
Dels 844 habitatges en un 25,5% hi vivien nens de menys de 18 anys, en un 39,6% hi vivien parelles casades, en un 14,3% dones solteres, i en un 43,1% no eren unitats familiars. En el 40,9% dels habitatges hi vivien persones soles el 27% de les quals corresponia a persones de 65 anys o més que vivien soles. El nombre mitjà de persones vivint en cada habitatge era de 2,11 i el nombre mitjà de persones que vivien en cada família era de 2,83.
Per edats la població es repartia de la següent manera: un 21,2% tenia menys de 18 anys, un 7% entre 18 i 24, un 21,9% entre 25 i 44, un 19,3% de 45 a 60 i un 30,5% 65 anys o més.
L'edat mediana era de 45 anys. Per cada 100 dones de 18 o més anys hi havia 68,7 homes.
La renda mediana per habitatge era de 19.696 $ i la renda mediana per família de 29.875 $. Els homes tenien una renda mediana de 23.438 $ mentre que les dones 18.981 $. La renda per capita de la població era de 14.407 $. Entorn del 19,8% de les famílies i el 25,9% de la població estaven per davall del llindar de pobresa.

## Poblacions més properes
El següent diagrama mostra les poblacions més properes.